# Macedon, New York
Macedon är en kommun i Wayne County i delstaten New York, USA.